# Peter Folco
Peter Folco (né le 13 août 1953 à Montréal, Québec, Canada) est un joueur professionnel de hockey sur glace. Il a évolué dans la Ligue nationale de hockey avec les Canucks de Vancouver et dans l’Association mondiale de hockey avec les Toros de Toronto et les Bulls de Birmingham.

## Carrière junior
Peter Folco commence sa carrière junior dans la Ligue de hockey junior majeur du Québec avec les Maple Leafs de Verdun en 1969-1970. Il joue ses trois premières saisons à Verdun avec, entre autres, Gilles Meloche et Robert Sauvé, des futurs gardiens de but de la LNH. Il connait sa meilleure soirée le 10 décembre 1971, lors d’une victoire des Maple Leafs contre les Saguenéens de Chicoutimi, produisant 2 buts et 2 passes pour 4 points. Lors de la saison 1972-1973, il évolue avec les Remparts de Québec. Il connait une des meilleures saisons de sa carrière en produisant 8 buts et 47 passes pour 55 points en 55 matchs. Il joue en compagnie de plusieurs joueurs de talents comme André Savard, Guy Chouinard et Réal Cloutier. Il permet à son équipe de remporter la Coupe du président contre les Royals de Cornwall.

### Carrière professionnelle
Au repêchage amateur de 1973 de la Ligue nationale de hockey, il est repêché au 131e rang, en 9e ronde par les Canucks de Vancouver.
Il commence sa carrière professionnelle avec le club-école des Canucks, les Totems de Seattle dans la Western Hockey League. Il produit 29 points durant la saison. Il est rappelé par les Canucks lors de cette première saison chez les pros et joue deux parties, ne récoltant aucun point. L'année suivante, il joue de nouveau toute la saison avec les Totems mais dans la Ligue centrale de hockey plutôt que dans la WHL.
En 1975-1976, Folco s'en va dans la North American Hockey League avec les Jaros de la Beauce. Il connait la meilleure saison de sa carrière en produisant 8 buts, 51 passes pour 59 points. Il est nommé capitaine de l'équipe en décembre 1975 lorsque Joe Hardy est nommé joueur-entraîneur. En février 1976, il signe un contrat avec les Toros de Toronto. À son premier match avec sa nouvelle équipe, il produit 3 passes. Il joue 19 parties avec Toronto et revient avec les Jaros à la suite de l'exclusion des Toros des séries éliminatoires de l'AMH. Avec le club de la Beauce, il se rend en finale de la Coupe Lockhart contre les Firebirds de Philadelphie. Philadelphie remporte toutefois le championnat.
En 1976-1977, les Toros déménagent à Birmingham et deviennent les Bulls de Birmingham. Il ne joue que 2 parties en Alabama. Il passe le reste de la saison dans la NAHL. Il retourne jouer avec l'équipe de la Beauce. Il s'implique dans 19 parties où il produit 17 points. Il est échangé le 1er décembre 1976 par Birmingham aux Firebirds de Philadelphie contre de l'argent. Il joue 41 parties avec cette équipe.
Après cette saison, Folco prend sa retraite du hockey professionnel.

### Trophées et récompenses
Il remporte la Coupe du Président avec les Remparts de Québec en 1973.

## Après-carrière
Peter Folco change de domaine après sa carrière de hockeyeur. Il travaille dans une entreprise d'enveloppes à Montréal. Il devient le Directeur des ventes chez Supremex, la plus grosse compagnie canadienne dans la fabrication d'enveloppes.